# Erbe (Armenien)

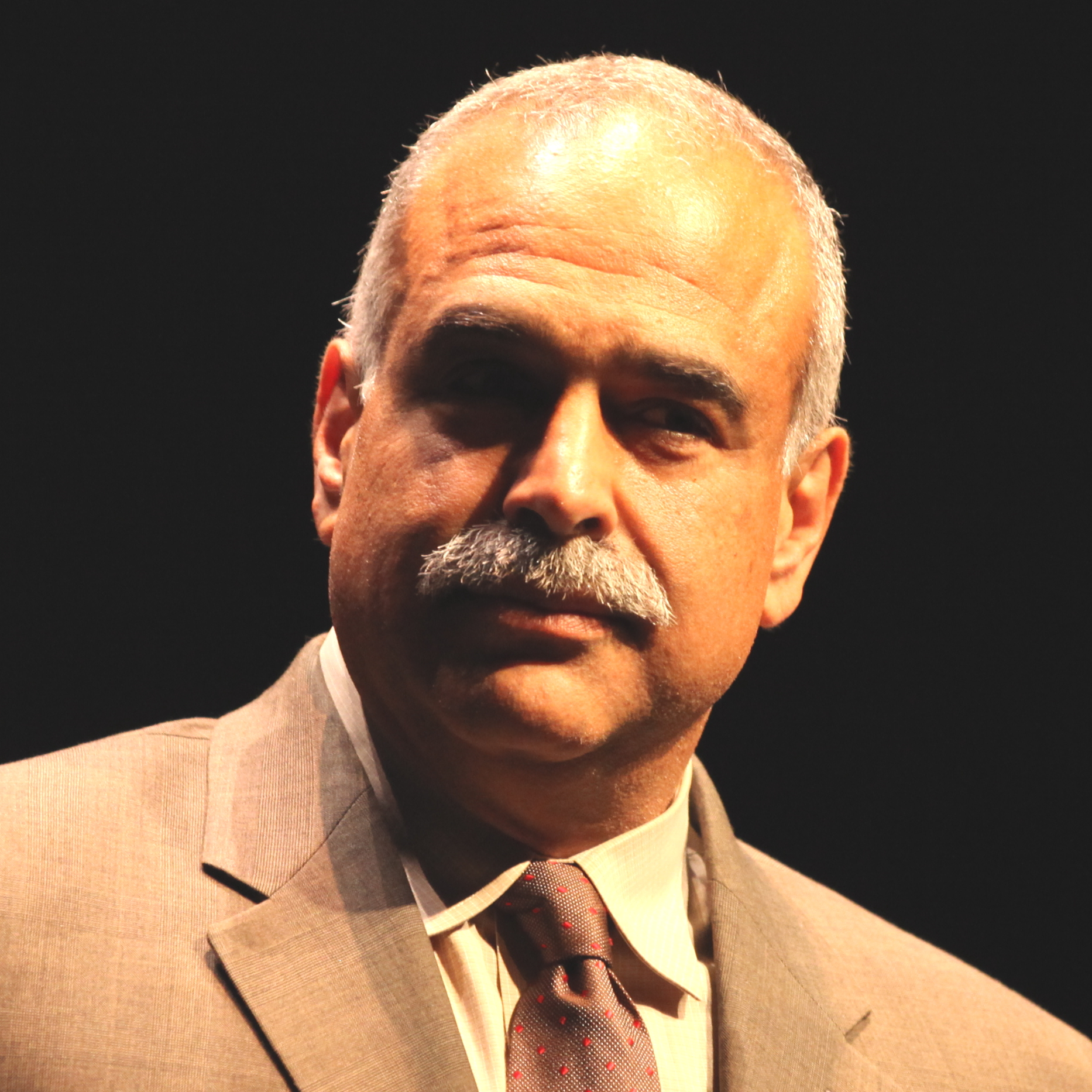
Der langjährige Vorsitzende Raffi Hovannisian

Erbe (armenisch Ժառանգություն Scharangutjun, französisch Héritage, russisch Наследие) ist eine liberal ausgerichtete Partei der politischen Mitte in Armenien. Bis zum März 2019 war der in den Vereinigten Staaten geborene ehemalige Außenminister Armeniens Raffi Hovannisian Gründungsvorsitzender. Danach übte zunächst Andranik Grigorjan und anschließend Narine Dilbarjan den Parteivorsitz aus.

## Wahlen
Erbe wurde bei ihrer ersten Parlamentswahl 2007 fünftstärkste Partei der armenischen Nationalversammlung. Sie kam auf einen Stimmenanteil von 5,8 % und erhielt 7 Sitze.
2012 gewann sie 86.998 Stimmen über Parteilisten; mit fünf Mandaten bildete sie in dieser Amtsperiode die kleinste Parlamentsfraktion. Zur Parlamentswahl 2017 trat sie im Bündnis ORO (Ohanjan – Raffi – Oskanjan) an, das 2,1 % der gültigen Stimmen erhielt und damit den Einzug ins Parlament verpasste.
| Wahl | Stimmen | %    | Sitze | Rang | Position nach d. Wahlen                                           | Quelle                                        |
| ---- | ------- | ---- | ----- | ---- | ----------------------------------------------------------------- | --------------------------------------------- |
| 2003 | -       | -    | 0/131 | -    | keine Teilnahme, außerparl. Opposition                            |                                               |
| 2007 | 81,048  | 6,06 | 7/131 | 5.   | Opposition                                                        | electionguide.org                             |
| 2012 | 86.998  | 5,76 | 5/131 | 6.   | Opposition                                                        | Zentrale Wahlkommission der Republik Armenien |
| 2017 | 32.504  | 2,07 | 0/105 | 6.   | außerparl. Opposition (Wahlbündnis mit Partei Vereinter Armenier) | Zentrale Wahlkommission der Republik Armenien |
| 2018 | -       | -    | 0/132 | -    | keine Teilnahme, außerparl. Opposition                            | Zentrale Wahlkommission der Republik Armenien |
| 2021 | -       | -    | 0/107 | -    | keine Teilnahme, außerparl. Opposition                            | HETQ                                          |

## Abgeordnete in der Nationalversammlung
Hinweis: Anderweitig parteigebundene Fraktionsmitglieder sind nicht mit aufgeführt.
| - Larisa Alawerdjan (2007–2012) parteilos in Fraktion - Anahit Bachschjan (2007–2012) - Wardan Chatschatrjan (2007–2012) parteilos in Fraktion | - Rubik Hakobjan (2012–2017) parteilos in Fraktion - Raffi Hovannisian (2007–2012) - Armen Martirosjan (2007–2012) | - Tewan Poghosjan (2012–2017) parteilos in Fraktion - Saruhi Postandschjan (2007–2012, 2012–2017) - Stjopa Safarjan (2007–2012) |

Quelle: Webseite der Nationalversammlung

## Fraktionsvorsitzende
Alle bisherigen Fraktionsvorsitzenden, welche die Partei Erbe in der Nationalversammlung stellte:

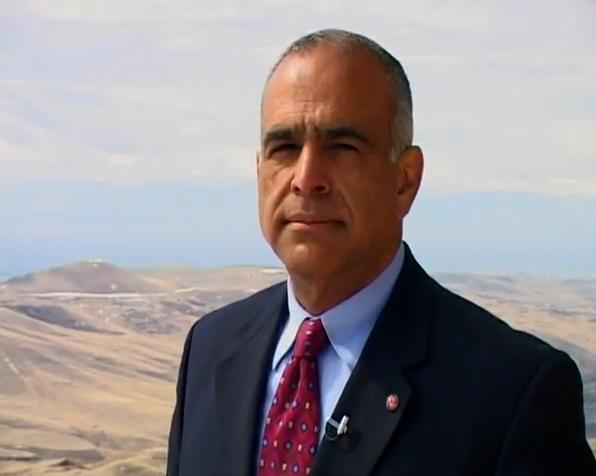
Raffi Hovannisian 7. Jun. 2007 bis 8. Sept. 2008
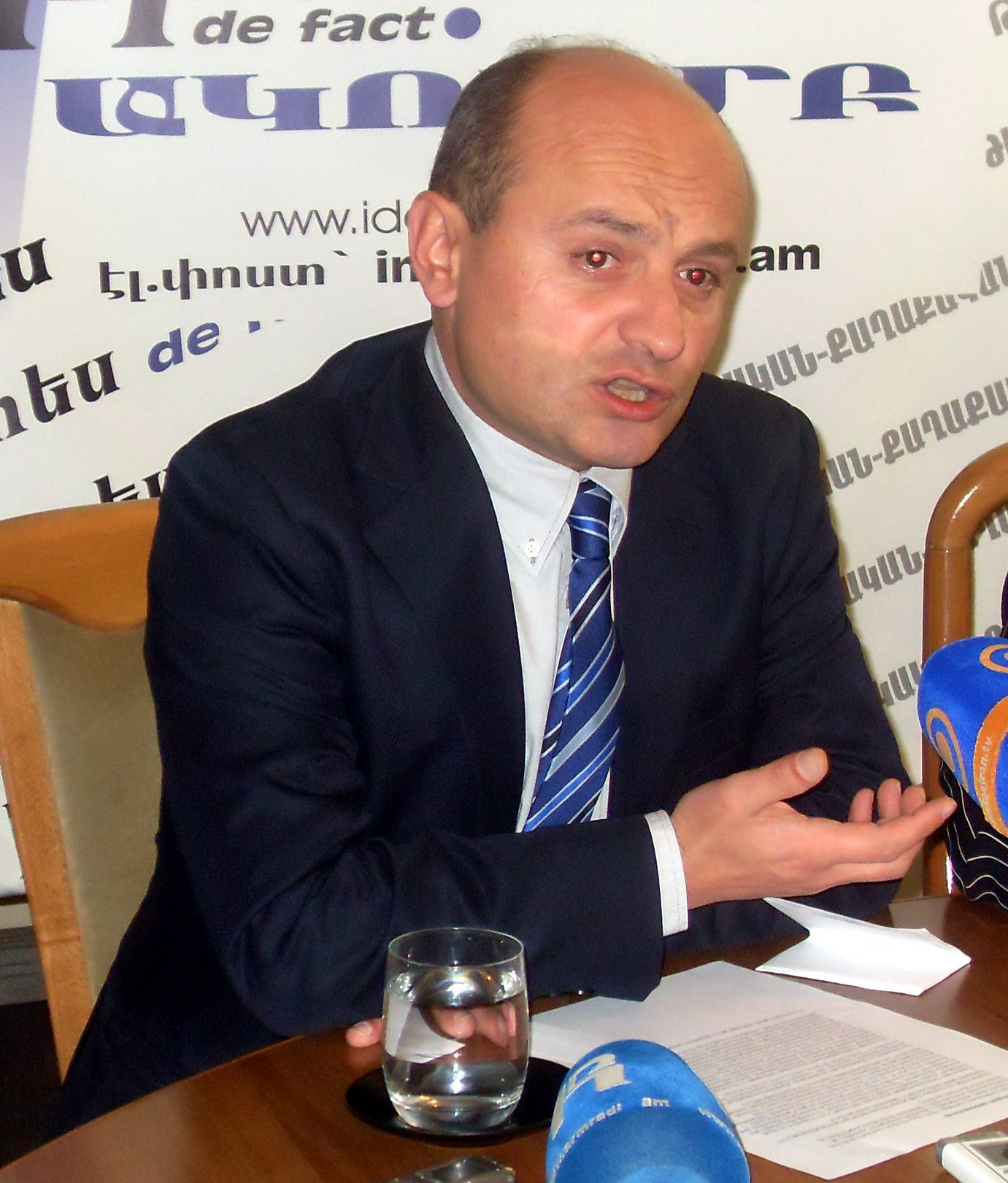
Stjopa Safarjan 9. Sept. 2009 bis 30. Mai 2012
Rubik Hakobjan 31. Mai 2012 bis 22. Okt. 2013